# Bryum worthleyi
Bryum worthleyi là một loài Rêu trong họ Bryaceae. Loài này được (H. Rob.) M. Menzel mô tả khoa học đầu tiên năm 1992.